# パウル・ニプコウ

Nipkov disk

パウル・ユリウス・ゴットリープ・ニプコウ（Paul Julius Gottlieb Nipkow、1860年8月22日 - 1940年8月24日）は、ドイツの技術者で発明家。ポンメルンのラウエンブルク（現・ポーランド領レンボルク）生まれ。ベルリンにて死去。民族的にはスラヴ系少数民族のカシューブ人 。

## 青年期
西プロイセンのノイシュタット（現 ポモージェ県ヴェイヘロヴォ）で学んでいたころ、ニプコーは電話と画像転送の実験を行った。卒業後、さらに科学を学ぶためベルリンに移住。ヘルマン・フォン・ヘルムホルツから生理光学を、アドルフ・ズラビーから生理光学や電気物理学を学んだ。

## ニプコー円板
まだ学生のころ、彼はニプコー円板を発明した。これは円板に渦巻状に穴を開けたもので、それによって画像を点の連なりに分解することができる。これを彼は1883年のクリスマス・イヴに自宅でオイルランプの灯りの下で思いついた。既に1840年代にアレクサンダー・ベインが画像転送を実現していたが、ニプコー円板はその符号化過程を改善した。
彼はベルリンの特許事務所にその特許を申請した。特許の請求範囲は「電気機器」に関するもので、「発光オブジェクトの電気的複製」のための「電気望遠鏡（electric telescope）」と名づけた。申請は1885年1月15日に受理され、1884年1月6日に遡って効力を持つこととなった。彼が実際にニプコー円板を作ったかどうかは不明であり、全く作らなかったという説もある。この特許は特に誰の興味も引かず、15年後に失効した。ニプコーは Berlin-Buchloh の研究所で設計の仕事を得ており、画像の放送の研究からは縁遠くなった。

## 世界初のテレビ
最初のテレビ放送は、ニプコー円板の手法を活用した光学-機械式画像走査法を使用したため、ニプコーは発明についてある程度の功績を主張できた。1928年、ニプコーはベルリンのラジオ番組で初めてテレビ放送実験を見たときのことを次のように語った。
このときのデモンストレーションを行ったのは Baird television company であった。世界で初めてニプコー円板を使った実験を成功させたのは、ジョン・ロジー・ベアードであり、1925年10月、彼の実験室でのことであった。
1930年代にフィロ・ファーンズワースの研究に基づいた電子式画像走査法が使われるようになり、ウラジミール・ツヴォルキンがアイコノスコープを発明した。それに伴って電子式が主流となり、ニプコー円板の利用は減っていった。

## ポール・ニプコー放送局
ナチス・ドイツはテレビがドイツの発明であることを宣伝に利用し、1935年にドイツ最初のテレビ局となるパウル・ニプコーテレビ局(Fernsehsender Paul Nipkow)を開局、帝国放送評議会(Reich Broadcasting Chamber)のテレビジョン協議会の名誉会長に据えた。